# 萱津村
萱津村（かやづむら）は、かつて愛知県海東郡にあった村。
現在のあま市の一部（上萱津・中萱津・下萱津）に該当する。

## 歴史
- 1889年（明治22年）10月1日 - 上萱津村、中萱津村、下萱津村が合併し、萱津村が発足。
- 1906年（明治39年）7月1日 - 甚目寺村、春富村、白鷹村、森村、新居屋村、東今宿村が合併し、甚目寺村発足。同日萱津村は廃止。

## 教育
- 萱津尋常小学校
1907年に甚目寺尋常小学校（現・あま市立甚目寺小学校）と合併し甚目寺尋常高等小学校萱津仮教場（萱津分校）。1973年甚目寺町立南小学校（現・あま市立甚目寺南小学校）の新設により廃校。

## 神社・仏閣
- 萱津神社
- 實成寺